# Limotettix arctostaphyli
Limotettix arctostaphyli är en insektsart som beskrevs av Ball 1899. Limotettix arctostaphyli ingår i släktet Limotettix och familjen dvärgstritar. Inga underarter finns listade i Catalogue of Life.